# 戦慄怪奇ファイル コワすぎ!FILE-03【人喰い河童伝説】
『戦慄怪奇ファイル コワすぎ!FILE-03【人喰い河童伝説】』は、2012年製作、2013年2月2日発売のオリジナルビデオ作品。スピンオフ作品に『GOOD-BYE』がある。

## 概要
フェイクドキュメンタリースタイルのホラー映画『戦慄怪奇ファイル コワすぎ!』シリーズの第3弾。
イベント『史上最恐の劇場版』公開記念 “コワすぎ!祭”にて劇場上映された。また、『史上最恐の劇場版』公開記念 “コワすぎ!祭”では戦慄怪奇ファイルコワすぎ!シリーズの過去作品『FILE-01【口裂け女捕獲作戦】』、『FILE-02【震える幽霊】』、『FILE-04【真相!トイレの花子さん】』、『劇場版・序章【新説・四谷怪談 お岩の呪い】』も上映された。

## あらすじ
前回の収録時に病院送りになったディレクター・工藤が不在のまま、アシスタントの市川とカメラマンの田代は投稿された動画の真相を追いコワすぎ!シリーズの制作を続けていた。
投稿者の井上健太と佐藤有里が池で釣りをしていると、動物の死骸と大量のキュウリを見つけた。井上は、これはその地域で伝説となっている河童の仕業ではないかと思い、編集部に投稿したのだ。市川と田代は彼らと共に動画を撮影した現場に赴き、人間とは比較にならないほど大きな足あとと、結界のような印を発見する。池から近い距離にある農家の畑でキュウリが散乱しているのを見かけ、持ち主の鈴木に話を聞くが、彼は話を聞こうともせず、市川らを追い払う。しかし、差し出されたカメラの映像に釘付けになる鈴木は何かを隠しているようだった。
そんな時に病院から工藤が無断退院したとの連絡を受け、合流する。松葉杖をつき、五体満足ではない体ながら、またしても「河童の捕獲」を目論む工藤。そんな折､投稿者2人が再び沼を訪れ、河童を捕獲しようとして失敗、有里が呪いを受けてしまう。工藤の働きでひとまず有里は沈静化し、次に工藤は自分で河童を捕獲しようとするも返り討ちに遭い、市川がさらわれかけるが、鈴木が助けに入り難を逃れる。実は鈴木の娘は河童が現れた沼で行方不明になっていた過去があった。鈴木は娘がにさらわれたと思い、ひそかに復讐を誓って準備を進めていたが、コワすぎ！のDVDを見て工藤の真剣さに胸を打たれ、協力する気になったという。
鈴木が罠を張り、河童を一網打尽にする作戦を立てた工藤たちは、決戦の場に臨む。一度目は河童に圧倒された工藤だが、呪いの髪の毛飾りの力を借り河童を殴り倒し、網に収めることに成功する。しかし、暴れた河童は網から逃げ、河童を追う工藤たちの前に巨大化した夕子と河童の大群が現れる。工藤はその場に残る鈴木を残して撤退し、鈴木は孤軍奮闘するも敗北し、入院する。
後日､入院したはずの鈴木が病院を抜け出し、同時に有里が鈴木と同居を始めたという知らせが入る。健太とともに鈴木の家を訪れた工藤たちが見たものは、臨月寸前の有里と、異形の怪物と化した鈴木の姿だった。

## キャスト
- 工藤仁：大迫茂生

シリーズの主人公。序盤では前作における負傷のため入院しているが、中盤以降、勝手に病院を抜け出して復帰し、河童伝説の謎に迫ろうとする。終盤では鈴木の助力を受け河童と直接戦うなど、なんらかの格闘技を嗜んでいる素振りを見せた。
- 市川実穂：久保山智夏

シリーズのヒロイン。序盤ではアシスタントとして、田代と依頼者と共に河童伝説を追うも、力不足として復帰した工藤と交代する。河童に拉致されかかるも鈴木の手で救出された。
- 田代正嗣：白石晃士

カメラマン。今作においても高速で動く河童を適切にレンズに捉えるなど高い撮影技術を披露する。
- 井上健太：籾木芳仁

依頼者。彼女の佐藤と共に河童を発見し工藤に捕獲を依頼するも、後に独自に捕獲作戦を決行する。手製の罠で河童の捕獲を試みるも失敗、佐藤が呪いを受け工藤に泣きつく結果となった。今風の軽い性格の人物ではあるが、その印象の反して彼女である佐藤のことはかなり大切に思っている様子。
- 佐藤有里：河村はるか（現・香月ハル）

依頼者。井上の彼女で、いかにも今風の軽い性格をした女性。井上と共に河童を捉えようとして失敗し、呪いを受けてしまう。
- 鈴木武信：石川ゆうや

河童伝説のある池の近くに住む、農業を営む男性。何故か河童を必要以上に否定する。実は河童によって娘を誘拐されており、それを機に陰陽師に弟子入りして術を習得した過去を持つ。終盤では覚悟を決めた工藤に協力し、自身の陰陽術で河童との戦いをアシストした。
- 鈴木智恵：下江梨菜

鈴木武信の娘。小学5年生の時に池で遊んでいた際に行方不明になっている。
- 巨大な女：はるうらら

工藤と河童の戦いが佳境に入った際に池から現れた謎の巨女。
- 河童：村上ROCK

池に出没する謎の怪生物。伝承にある河童の姿と酷似しており、キュウリを狙って畑を荒らす習性を持つ。外敵に対しては高速の移動と怪力で引きずり回し、触れただけでなんらかの呪いを与える。

## スタッフ
- 監督・脚本・撮影・VFX：白石晃士
- 製作統括：原啓二郎
- プロデューサー：三上真弘、田坂公章
- 助監督：中川究矢
- 制作：杉山優
- 音響：中川究矢
- 特殊造形：相蘇敬介
- イラスト：相蘇敬介
- 特殊造形助手：堤瑠衣子、牧内孝敏、浅利真友子、根岸弥生
- 制作進行：石井翔
- スチール：伴貞良
- 編集：宮崎歩
- 予告編：宮崎歩
- 制作：ビデオプランニング
- 製作：ニューセレクト
- 販売：アルバトロス
- 発売：プライムウェーブ・ネクシード

## 漫画
コミカライズが『月刊コミックビーム』（KADOKAWA）にて、2025年4月号より同年9月号まで連載された。漫画は羽生生純が担当。『戦慄怪奇ファイル コワすぎ!』のコミカライズ第2弾の作品。